# Sclerophrys taiensis
Espèce
Synonymes
- Bufo taiensis Rödel & Ernst, 2000
- Amietophrynus taiensis (Rödel & Ernst, 2000)
- Bufo amieti Tandy & Perret, 2000

Statut de conservation UICN

 EN  : En danger
Sclerophrys taiensis est une espèce d'amphibiens de la famille des Bufonidae que l'on retrouve majoritairement en Côte d'Ivoire.

## Répartition
Cette espèce est endémique du Sud-Ouest de la Côte d'Ivoire.
Sa présence est incertaine au Liberia.

## Étymologie
Son nom d'espèce, composé de tai et du suffixe latin -ensis, « qui vit dans, qui habite », lui a été donné en référence au lieu de sa découverte, le parc national de Taï.

## Publication originale
- Rödel & Ernst, 2000 : Bufo taiensis n. sp., eine neue Kröte aus dem Taï-Nationalpark, Elfenbeinküste. Herpetofauna, vol. 22, no 125, p. 9–16.